# MSV Jäger 7 Bückeburg
Der MSV Jäger 7 Bückeburg war ein Sportverein aus Bückeburg im Landkreis Schaumburg. Die erste Fußballmannschaft spielte ein Jahr in der Gauliga Niedersachsen.

## Geschichte
Über das Gründungsdatum gibt es widersprüchliche Angaben. Laut dem Fußballhistoriker Hardy Grüne wurde der Verein mit Wiedereinführung der Wehrpflicht im Jahre 1935 gegründet.
Dagegen schreibt die "Fußball Woche, Ausgabe Norddeutschland, Alleiniges amtliches Blatt der Gaue III, VII, VIII" bereits in ihrer Ausgabe Nr. 40 vom 3. Oktober 1934, dass der MSV eine Geldstrafe erhält, "da sämtliche Spieler ohne Paß und somit ohne Spielberechtigung mitwirkten." Somit muss die Mannschaft bereits die komplette Saison 1934/35 absolviert haben.
Da in Bückeburg das Jäger-Bataillon 7 stationiert war, wurde die Mannschaft im Volksmund als „Jäger 7“ oder „Bückeburger Jäger“ bekannt.
1936 erreichten die Jäger die Aufstiegsrunde zur Gauliga Niedersachsen, wo die Mannschaft jedoch am 1. SC Göttingen 05 scheiterte, 1938 gelang dann der Aufstieg, als die Bückeburger in der Aufstiegsrunde gegen Sparta Nordhorn und Göttingen 05 ohne Punktverlust blieben. Verstärkt durch den ehemaligen Nationalspieler Heinz Ditgens sorgten die Bückeburger in der Gauliga für Furore und bezwangen Eintracht Braunschweig mit 2:1 und Werder Bremen gar mit 6:2. Nach dem Klassenerhalt machte die Mannschaft im August 1939 durch einen 4:2-Sieg im Freundschaftsspiel über den amtierenden Deutschen Meister FC Schalke 04 Schlagzeilen im Deutschen Reich.
Mit Beginn des Zweiten Weltkrieges wurde die Mannschaft vom Spielbetrieb zurückgezogen.